# 트랜스포머 프라임
트랜스포머 프라임은 하스브로 스튜디오에서 제작한 트랜스포머 시리즈의 애니메이션이다. 본 작품은 영화 세계관이 아닌 얼라인드 세계관의 작품이다. 2010년 11월 29일에 미국의 케이블 방송사 더 허브에서 첫 방영을 시작하였으며, 대한민국에서는 2011년 8월 29일부터 EBS에서 1기를 방영하였으며 2011년 11월 22일에 1기 종영후 다음해 8월 31일에 2기를 시작하였으며 2013년 2월 22일까지 방영하였으며 또한 12세 방송가로 방송되었다. EBS의 경우 하스브로에서 먼저 방송 의사를 전해와 방송이 편성되었다. 2013년 7월 26일자로 모든 방송이 종료되었다. 텔레비전 영화 트랜스포머 프라임 비스트헌터: 프레데콘 라이징(Transformers Prime Beast Hunters: Predacons Rising) 을 마지막으로 시리즈가 종료되었다. 이후 2013년 11월 12일 3기가 EBS가 아닌 케이블 애니 채널인 챔프TV에서 방영하였으며 동년 12월 17일까지 방영하였으나 프레데콘 라이징만은 미방영되었다.
이후 후속작인 트랜스포머 로봇 인 디스가이즈가 2015년부터 방영하였다.

## 등장인물
| 오토봇 - 옵티머스 프라임(시즌1,2,3)/오라이언 팩스(시즌2) 성우 : 피터 컬런 - 라쳇(시즌1,2,3) 성우 : 제프리 콤스 - 벌크헤드(시즌1,2,3) 성우 : 케빈 마이클 리처드슨 - 알씨(시즌1,2,3) 성우 : 서멜리 몬타노 - 범블비(시즌1,2,3) 성우 : 윌 프리들 - 클리프 점퍼(시즌1,2) 성우 : 드웨인 존슨 - 휠잭(시즌1,2,3) 성우 : 제임스 호란 - 스모크스크린(시즌 2,3) 성우 : 놀런 노스 - 울트라 매그너스(시즌3) 성우 : 마이클 아이언사이드 - 테일게이트(시즌1) 성우 : 조시 키턴 |  | 디셉티콘 - 메가트론(시즌1,2,3) 성우 : 프랭크 웰커 - 스타스크림(시즌1,2,3) 성우 : 스티브 블룸 - 쇼크웨이브(시즌2,3) 성우 : 데이비드 소볼로프 - 사운드웨이브(시즌1,2,3) 성우 : 프랭크 웰커 - 넉 아웃(시즌1,2,3) 성우 : 대런 노리스 - 브레이크 다운(시즌1,2,3) 성우 : 애덤 볼드윈 - 에나크리드(시즌1,2,3) 성우 : 지나 토러스 - 스카이퀘이커(시즌1) 성우 : 리처드 그린 - 드레드 윙(시즌2) 성우 : 토니 토드 - 인섹티콘(시즌2,3) - 비콘-양산형(시즌1,2,3) - 드론(시즌1,2,3) |  | 기타 - 유니크론(시즌1) 성우 : 존 노블 - 잭슨 달비-한국명:잭 달비(시즌1,2,3) - 라파엘-한국명:래프(시즌1,2,3) - 미코 나카다이-한국명:미나(시즌1,2,3) - 파울러 요원(시즌1,2,3) - 준 달비(시즌1,2,3) - 네메시스 프라임(시즌 2) |

## 줄거리

### 미니시리즈 "악의 부활"
지구에서 활동을 멈춘 디셉티콘이 3년 만에 활동을 시작했다. 오토봇들은 우연히 자신들의 정체를 알게 된 세 명의 인간 아이들을 보호하면서, 디셉티콘으로부터 지구를 지키기 위해 싸워 나간다.
한편 악의 에너존을 가지고 지구로 돌아온 메가트론은 악의 에너존으로 사이버트론의 죽은 트랜스포머들을 되살려 지구를 정복할 계획을 꾸민다. 오토봇들은 사이버트론으로 통하는 스페이스 브릿지를 파괴하여 계획을 저지하고, 메가트론은 폭발에 휘말려 실종된다.

### 시즌 1
메가트론이 사라진 후 디셉티콘의 새로운 지도자가 된 스타스크림은 오토봇을 없애기 위해 힘을 모으며 여러 가지 시도를 하지만 실패로 끝난다. 결국 악의 에너존의 힘으로 죽음을 피한 메가트론이 오토봇 범블비를 이용해서 의식을 되찾고 다시 디셉티콘을 이끌게 되면서 스타스크림은 권력을 잃고 디셉티콘을 떠난다.
오토봇들은 디셉티콘 외에도 트랜스포머들의 기술을 노리는 인간 집단인 M.E.C.H.와도 대립하게 된다. 오토봇과 디셉티콘, 그리고 M.E.C.H. 사이의 싸움이 계속되는 가운데 사이버트론의 전설에 나오는 악의 화신인 유니크론이 깨어나자 오토봇들은 메가트론과 힘을 합쳐 유니크론의 부활을 막는다. 하지만 유니크론을 막기 위해 매트릭스를 사용한 옵티머스 프라임은 기억을 잃어버리고, 메가트론은 그를 디셉티콘 전함으로 데려간다.

### 시즌 2
기억을 잃고 프라임이 되기 전 상태로 되돌아간 오라이언 팩스(옵티머스 프라임의 과거 이름)는 메가트론의 술수에 넘어가 오토봇들이 사이버트론을 황폐화시키고 지구를 침범하였다고 오인한다. 한편 오토봇들은 수 달 동안 옵티머스를 되찾으려 백방을 다하지만 아무런 성과가 없다. 이후 오토봇들과 디셉티콘들은 아이아콘의 유물을 두고 전투를 벌인다. 그러다가 옵티머스 프라임이 쓰러지게 된다. 이와중에도 새로운 캐릭터들이 등장하며 다양한 스토리가 전개된다.

### 시즌 3
디셉티콘으로 인해 기지를 잃은 오토봇들은 각자 흩어져 생활하기로 한다. 한편 옵티머스 프라임은 죽을 위기에 다다를 때 때마침 스모크스크린이 등장해 프라임을 구한다. 한편 디셉티콘에서 쇼크웨이브는 오토봇 사냥꾼, 일명 "비스트 헌터" 로 불리는 프레데킹을 창조하게 되고 오토봇들은 사냥당할 위기에 처하게 된다. 이때 새로운 오토봇이 등장하면서 한바탕 전투가 일어났지만 결국엔 오토봇이 지고 만다. 사형 위기해 처한 오토봇에게 때마침 새로운 모습으로 탄생한 윙 옵티머스 프라임이 나타나 메가트론을 무찌르고 다크 마운트(거대한 성)를 파괴한다.

## 방송 회차

### 미니시리즈
| 화수 | 제목                    | 제목        | 방영일자         | 방영일자        |
| 화수 | 영어                    | 한국어      | 더 허브          | EBS             |
| ---- | ----------------------- | ----------- | ---------------- | --------------- |
| 1    | Darkness Rising, Part 1 | 악의 부활 1 | 2010년 11월 29일 | 2011년 8월 29일 |
| 2    | Darkness Rising, Part 2 | 악의 부활 2 | 2010년 11월 30일 | 2011년 8월 30일 |
| 3    | Darkness Rising, Part 3 | 악의 부활 3 | 2010년 12월 1일  | 2011년 9월 5일  |
| 4    | Darkness Rising, Part 4 | 악의 부활 4 | 2010년 12월 2일  | 2011년 9월 6일  |
| 5    | Darkness Rising, Part 5 | 악의 부활 5 | 2010년 12월 3일  | 2011년 9월 12일 |

### 시즌 1
| 화수 | 제목                   | 제목              | 방영일자         | 방영일자         |
| 화수 | 영어                   | 한국어            | 더 허브          | EBS              |
| ---- | ---------------------- | ----------------- | ---------------- | ---------------- |
| 6    | Master and Students    | 스승과 제자       | 2011년 2월 11일  | 2011년 9월 13일  |
| 7    | Scrapheap              | 공포의 스크레플릿 | 2011년 2월 18일  | 2011년 9월 19일  |
| 8    | Con Job                | 스파이            | 2011년 2월 25일  | 2011년 9월 20일  |
| 9    | Convoy                 | 호송 작전         | 2011년 3월 4일   | 2011년 9월 26일  |
| 10   | Deus Ex Machina        | 에너존 추출기     | 2011년 3월 11일  | 2011년 9월 27일  |
| 11   | Speed Metal            | 질주 본능         | 2011년 4월 9일   | 2011년 10월 3일  |
| 12   | Predatory              | 거미의 사냥       | 2011년 4월 16일  | 2011년 10월 4일  |
| 13   | Sick Mind              | 육체와 정신       | 2011년 4월 30일  | 2011년 10월 10일 |
| 14   | Out of His Head        | 두 얼굴의 범블비  | 2011년 5월 7일   | 2011년 10월 11일 |
| 15   | Shadowzone             | 4차원 공간        | 2011년 5월 14일  | 2011년 10월 17일 |
| 16   | Operation: Breakdown   | 생체 로봇 해부    | 2011년 6월 18일  | 2011년 10월 18일 |
| 17   | Crisscross             | 거미의 복수       | 2011년 6월 25일  | 2011년 10월 24일 |
| 18   | Metal Attraction       | 자석 무기         | 2011년 7월 9일   | 2011년 10월 25일 |
| 19   | Rock Bottom            | 광산 매몰         | 2011년 7월 16일  | 2011년 10월 31일 |
| 20   | Partners               | 알씨의 복수       | 2011년 7월 23일  | 2011년 11월 1일  |
| 21   | T.M.I.                 | 기억 상실         | 2011년 9월 10일  | 2011년 11월 7일  |
| 22   | Stronger, Faster       | 합성 에너존       | 2011년 9월 17일  | 2011년 11월 8일  |
| 23   | One Shall Fall         | 고대의 예언       | 2011년 9월 24일  | 2011년 11월 14일 |
| 24   | One Shall Rise, Part 1 | 유니크론의 부활   | 2011년 10월 1일  | 2011년 11월 15일 |
| 25   | One Shall Rise, Part 2 | 리더십의 매트릭스 | 2011년 10월 8일  | 2011년 11월 21일 |
| 26   | One Shall Rise, Part 3 | 옵티머스의 과거   | 2011년 10월 15일 | 2011년 11월 22일 |

### 시즌 2
| 화수 | 제목                         | 제목                 | 방영일자         | 방영일자         |
| 화수 | 영어                         | 한국어               | 더 허브          | EBS              |
| ---- | ---------------------------- | -------------------- | ---------------- | ---------------- |
| 27   | Orion Pax, Part 1            | 오라이언 팩스 1      | 2012년 2월 18일  | 2012년 8월 31일  |
| 28   | Orion Pax Part 2             | 오라이언 팩스 2      | 2012년 2월 25일  | 2012년 9월 7일   |
| 29   | Orion Pax Part 3             | 오라이언 팩스 3      | 2012년 3월 3일   | 2012년 9월 14일  |
| 30   | Operation: Bumblebee, Part 1 | 위기의 범블비 1      | 2012년 3월 10일  | 2012년 9월 21일  |
| 31   | Operation: Bumblebee, Part 2 | 위기의 범블비 2      | 2012년 3월 17일  | 2012년 9월 28일  |
| 32   | Loose Cannons                | 돌아온 옛 친구       | 2012년 3월 24일  | 2012년 10월 5일  |
| 33   | Crossfire                    | 배신                 | 2012년 3월 31일  | 2012년 10월 12일 |
| 34   | Nemesis Prime                | 네메시스 프라임      | 2012년 4월 7일   | 2012년 10월 19일 |
| 35   | Grill                        | 심문                 | 2012년 4월 14일  | 2012년 10월 26일 |
| 36   | Armada                       | 암살자들             | 2012년 4월 21일  | 2012년 11월 2일  |
| 37   | Flying Mind                  | 살아있는 전함        | 2012년 4월 28일  | 2012년 11월 9일  |
| 38   | Tunnel Vision                | 지하 탐사            | 2012년 5월 5일   | 2012년 11월 16일 |
| 39   | Triangulation                | 두 번째 유물         | 2012년 5월 12일  | 2012년 11월 23일 |
| 40   | Triage                       | 은밀한 침입          | 2012년 5월 19일  | 2012년 11월 30일 |
| 41   | Toxicity                     | 독성 에너존          | 2012년 5월 26일  | 2012년 12월 7일  |
| 42   | Hurt                         | 복수                 | 2012년 8월 24일  | 2012년 12월 14일 |
| 43   | Out of the Past              | 회상                 | 2012년 8월 31일  | 2012년 12월 21일 |
| 44   | New Recruit                  | 신입 대원            | 2012년 9월 7일   | 2012년 12월 28일 |
| 45   | The Human Factor             | 인간의 힘            | 2012년 9월 14일  | 2013년 1월 4일   |
| 46   | Legacy                       | 위대한 유물          | 2012년 9월 21일  | 2013년 1월 11일  |
| 47   | Alpha; Omega                 | 오메가 열쇠          | 2012년 9월 28일  | 2013년 1월 18일  |
| 48   | Hard Knocks                  | 기습                 | 2012년 10월 5일  | 2013년 1월 25일  |
| 49   | Inside Job                   | 침입자               | 2012년 10월 12일 | 2013년 2월 1일   |
| 50   | Patch                        | 스타스크림의 속셈    | 2012년 10월 19일 | 2013년 2월 8일   |
| 51   | Regeneration                 | 사이버트론 재건의 꿈 | 2012년 10월 26일 | 2013년 2월 15일  |
| 52   | Darkest Hour                 | 암흑의 시간          | 2012년 11월 2일  | 2013년 2월 22일  |

## 같이 보기
- 트랜스포머
- 트랜스포머 프라임의 등장인물 목록
- 트랜스포머: 워 포 사이버트론
- 트랜스포머: 폴 오브 사이버트론